# BK Frem
Boldklubben Frem är en dansk fotbollsklubb. Klubben är för närvarande baserad i Valby, Köpenhamn. Klubben grundades den 17 juli 1886.

## Meriter
- Danska mästare: 1923, 1931, 1933, 1936, 1941 och 1944
- Danska cupmästare: 1956 och 1978